# Gloiocolax
Gloiocolax, monotipski rod crvenih algi iz porodice Faucheaceae, dio reda Rhodymeniales. Opisan je 1957. i taksonomski je priznat. 
Jedini predstavnik je morska alga G. novae-zelandiae uz obale Novog Zelanda.